# Gustavo Orcés
Gustavo Edmundo Orcés Villagómez (* 31. Juli 1903 in Quito, Ecuador; † 22. März 1999 ebenda) war ein ecuadorianischer Wirbeltierzoologe.

## Leben
Orcés verlor früh seine Eltern und wuchs bei Verwandten seiner Mutter auf, die sein Interesse an Tieren entfachten, indem sie ihm Naturbücher gaben, in denen er sich vertiefen konnte. Er besuchte die Escuela Padre Borja und das Colegío San Gabriel in Quito und mit Erreichen der Volljährigkeit verwaltete er die Hacienda seiner Familie in San Xavier in der Nähe von Machachi, etwa 30 km südsüdwestlich von Quito entfernt. Während seiner gesamten Jugend unternahm Orcés Exkursionen in die umgebende Natur, in die Wälder oder in die Páramos der Hochanden. Ab 1936 begann er mit seinem Selbststudium in wissenschaftlicher Zoologie, indem er die große Vogelsammlung des Instituto Nacional Mejía, einer Sekundärschule in Quito, katalogisierte. Als 1946 die Escuela Politécnica Nacional (EPN) wiedereröffnet wurde, erhielt er eine Assistenzstelle in der biologischen Abteilung, wo er die Bekanntschaft mit dem französischen Paläontologen Robert Hoffstetter machte, der in dieser Schule unterrichtete und sein Mentor wurde. Während dieser Zeit arbeitete Orcés an seiner Dissertation über die Meeresfische von Ecuador, die er 1958 verteidigte. 1950 wurde er Leiter des Instituto Nacional de Caza y Pesca. Ein weiterer Mentor von Orcés war der US-amerikanische Herpetologe James Arthur Peters vom National Museum of Natural History in Washington, D.C., der von 1958 bis 1959 und einige Zeit in den 1960er Jahren in Quito arbeitete.
Orcés verbrachte seine Karriere in der biologischen Abteilung der EPN und war 42 Jahre Leiter dieser Abteilung. Er schrieb über alle großen Wirbeltiergruppen, jedoch überwiegend mit Wissenschaftlern aus Übersee oder in Zusammenarbeit mit seinen ecuadorianischen Kollegen und Studenten. Er beschrieb elf neue Fisch- und Reptilienarten, darunter den Spitzkopf-Smaragdpanzerwels (Corydoras multiradiatus), 1956 mit Peters die Pinocchioechse (Anolis proboscis) mit ihrem spektakulären Nasenfortsatz und 1996 mit Ernest Edward Williams und anderen die Anolisart Phenacosaurus vanzolinii. 1989 beschrieb er mit Ana Almendáriz die beiden Natternarten Dipsas jamespetersi und Dipsas oligozonata.
Zwischen 1948 und 2004 wurden rund ein Dutzend wissenschaftliche Arbeiten veröffentlicht, in dene Orcés über viele Gruppen, darunter Giftschlangen, Schildkröten und Doppelschleichen schrieb. Orcés trug eine große persönliche herpetologische Sammlung zusammen, von der sich der größte Teil heute im National Museum of Natural History befindet. Kleinere Sammlungen befinden sich in anderen Naturkundemuseen der Vereinigten Staaten.
Orcés unterrichtete eine Generation nachfolgender Zoologen an ecuadorianischen Universitäten und Naturschutzorganisationen. Für seinen weitreichenden Einfluss auf die Zoologie in Ecuador erhielt er viele Auszeichnungen, darunter 1994 den Ehrendoktortitel der EPN und im Jahr 2000 wurde das Naturkundemuseum der Universität nach ihm umbenannt. 1989 wurde die gemeinnützige Naturschutzorganisation Fundación Herpetológica Gustavo Orcés gegründet, die sich für den Schutz von Amphibien und Reptilien in Ecuador einsetzt. 1990 schied Orcés im Alter von 87 Jahren aus der EPN aus.

## Dedikationsnamen
Nach Gustavo Orcés sind die Froschart Pristimantis orcesi, die Echsenarten Riama orcesi, Echinosaura orcesi, Anolis orcesi, Atractis orcesi, Holcosus orcesi sowie die Unterart Micrurus steindachneri orcesi benannt. 1988 ehrten Robert S. Ridgely und Mark B. Robbins Orcés im Artepitheton des seltenen Orcessittichs (Phyrrura orcesi). 2024 wurde die fossile Neuweltgeierart Ukugyps orcesi aus Ecuador nach ihm benannt.